# Very Large Gas Carrier
Unter der Größenbezeichnung Very Large Gas Carrier (VLGC) (englisch für „Sehr großer Gastransporter“) versteht man die Gruppe der größten zurzeit im Transport von verflüssigten Gasen eingesetzten Gastanker.

## Einzelheiten
Die Größenangabe bezeichnet Gastanker, die mehr als 60.000 Kubikmeter verflüssigtes Gas transportieren können. Teilweise werden auch abweichende Werte von über 70.000 Kubikmeter Gas als Grenze gesetzt. Die zurzeit größten Schiffe dieser Art sind die seit 2008 in Südkorea gebauten Einheiten der Q-Max-Klasse mit rund 266.000 Kubikmeter Ladekapazität.